# 普若岗日
普若岗日（藏語：བུ་རོགས་གངས་རི，威利转写：bu rogs gangs ri，THL：Burok Gangri，藏语拼音：Purog Kangri），位于中国西藏羌塘自然保护区西北部的那曲地区双湖县东北部，距双湖县人民政府驻地多玛乡索嘎鲁玛90公里，距那曲镇560公里，最高处海拔6929米 ，坐标33°55′00″N 89°13′00″E / 33.91667°N 89.21667°E，为唐古拉山脉的最高峰。普若岗日最高峰位于面积达422平方千米的
普若岗日冰原东部。普诺岗日冰川是除了南极、北极以外，世界第三大冰川，被誉为世界第三极。2000年9月，中国科学院普若岗日冰原考察队联合中、美、俄、瑞典四国的50多名科研人员，在人类历史上第一次对普若岗日地区进行了为期一个多月的综合科学考察。